# Cneu Cornélio Lêntulo Marcelino
Cneu Cornélio Lêntulo Marcelino (em latim: Gnaeus Cornelius Lentulus Marcellinus) foi um político da família dos Lêntulos da gente Cornélia da República Romana eleito cônsul em 56 a.C. com Lúcio Márcio Filipo.

## Carreira
Participou, ainda muito jovem, da acusação contra Caio Verres (70 a.C.). Em 61 a.C., aparece novamente nas fontes apoiando um parente, Lúcio Cornélio Lêntulo Crus, em sua acusação contra Públio Clódio Pulcro, por sua violação aos mistérios da Bona Dea. Foi depois pretor, em 59 a.C., e presidiu o julgamento contra Caio Antônio Híbrida, o colega de consulado de Cícero.
No ano seguinte, foi governador, como propretor, da província da Síria durante quase dois anos e combateu as vizinhas tribos árabes.

## Consulado
Em 57 a.C., já estava em Roma e se apresentou como candidato às eleições ao consulado, cargo que exerceu em 56 a.C. com Lúcio Márcio Filipo. No final do ano, destacou-se por favorecer o regresso do exílio de Cícero e, depois de seu retorno, ajudou-o a recuperar sua casa e suas propriedades, que haviam sido confiscadas. Durante seu mandato, Marcelo se opôs fortemente à violenta facção de Clódio Pulcro e do tribuno da plebe Marco Pórcio Catão; por esta conduta, foi chamado por Cícero de um dos melhores cônsules que ele já havia visto. Também procurou limitar a influência de Pompeu, impedindo-o de seguir para o Egito para tentar restaurar Ptolemeu XII Auletes no trono e, aparentemente, foi esta atitude que convenceu definitivamente Pompeu a participar do Concílio de Lucca com os demais triúnviros.
Pouco se diz sobre Marcelino depois de seu mandato e não se sabe quando morreu. Cícero elogiou sua eloquência, revelada especialmente no período de seu consulado. Ocupou o ofício de septênviro em um dos colégios sacerdotais de Roma, o dos epulões.

## Família
Era filho de Públio Cornélio Lêntulo Marcelino, um membro da gente Cláudia que foi adotado pela gente Cornélia, e de Cornélia, filha de Públio Cornélio Cipião Násica Serapião, cônsul em 111 a.C.. De seu primeiro casamento teve um filho, Lêntulo Marcelino, um questor deixado por Júlio César no comando da fortaleza de Dirráquio em 48 a.C. e morto antes de 47 a.C..
De um segundo casamento, com Escribônia, vinte anos mais jovem, teve um segundo filho, Cornélio Marcelino, que provavelmente morreu muito jovem. Escribônia casou-se depois com Públio Cornélio Cipião Salvito, com quem teve dois filhos, Públio Cornélio Cipião e Cornélia Cipião. Ela finalmente casou-se com Otaviano, o primeiro imperador romano conhecido como Augusto, e foi mãe de sua única filha conhecida, Júlia, a Maior.